# 5951 Alicemonet
Alicemonet (asteróide 5951) é um asteróide da cintura principal, a 1,7164762 UA. Possui uma excentricidade de 0,2187558 e um período orbital de 1 189,5 dias (3,26 anos).
Alicemonet tem uma velocidade orbital média de 20,09403955 km/s e uma inclinação de 5,37264º.
Este asteroide foi descoberto em 7 de Outubro de 1986 por Edward Bowell.